# FX-602P
FX-602Pシリーズ （FX-601P および FX-602P） はカシオ計算機により1981年より製造されたプログラム電卓。FX-502Pシリーズの後継機種であり、さらに後継は1990年のFX-603Pである。

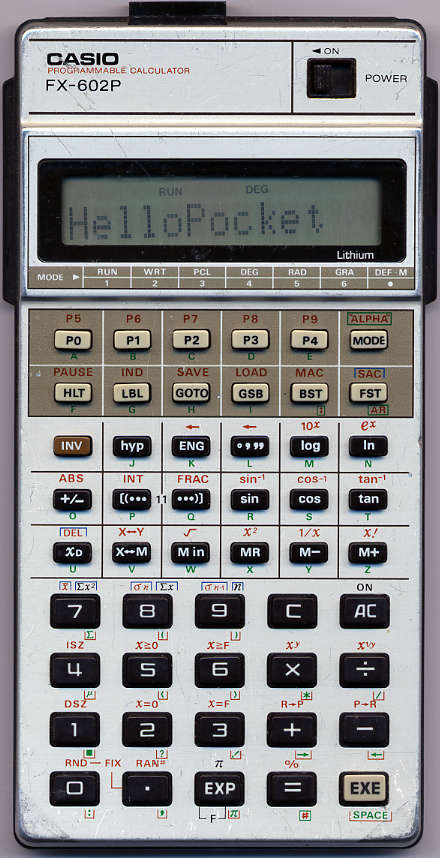
FX-602P

## 表示
FX-602Pシリーズの表示機能は、1行11桁のドットマトリクス液晶部と、3桁の7セグメント指数表示部からなる。この指数部はプログラム入力時やデバッグ時のステップ表示も兼ねる。さらに、11の状態表示部をもつ。

## プログラミング
プログラムモードはキーを押した順番を記憶するキーストローク記憶方式であり、実行時はそれを再実行する。記憶時、複数のキー押下が一つのプログラムステップとして記憶される。いくつかの機能は2バイトを必要とする。 en:Synthetic programming が可能であるが難度が高い。
FX-601Pは、プログラム128ステップ分と11メモリを持つ。FX-602Pでは、プログラム512ステップと22のメモリ、あるいは、プログラムステップ分をメモリに割り当てて最小32ステップと最大88メモリとすることもできる。初期設定では512ステップと22メモリに割り当てられていることから、プログラムステップ8つに対して1メモリ相当か、80ステップが11メモリに相当し、これらはFメモリと呼ぶ領域に割り当てられる。
以前の機種と同様、FX-602シリーズは、プログラムあるいはサブルーチンとして、P0からP9のラベルを利用できる。サブルーチン毎には最大10のローカルラベル(LBL0からLBL9)がジャンプ先や分岐先に利用できる。また、メモリアクセスとジャンプにメモリ間接アドレッシングが使え、チューリング完全といえる。
以前の機種のプログラムの読み込みと実行が可能である。

### プログラム例
このプログラムは、2から69の指定した整数の階乗を計算するもので、5の階乗ならば、5 P0 と入力すると120を表示する。このプログラムはメモリ9バイト分となる。
| Key-code  | Comment                                                 |
| --------- | ------------------------------------------------------- |
| P0        | P0 でプログラムを起動させる                             |
| M in0     | レジスタ0に値を入力                                     |
| 1         | 1から開始                                               |
| LBL0      | ループ用ラベル                                          |
| *         | 乗算                                                    |
| MR0       | レジスタ0の値を呼び出し                                 |
| DSZ GOTO0 | レジスタ0の値から1を引き、0になるまでLBL0にジャンプする |
| =         | 終了。 n! の計算結果が表示される                        |

## インターフェイス
FX-602Pシリーズでは、FX-502Pシリーズ用のFA-1、または、FX-702P用のFA-2のインターフェイスが使用できる。双方とも、カンサスシティスタンダードコンパクトカセット仕様である。FA-2にはFP-10 サーマルプリンター用のプリンタポートが追加されている。